# Ringgi und Zofi
Ringgi und Zofi (auch Ringgi + Zofi geschrieben) war der Titel einer Kinderbuchserie des schweizerischen Ringierverlags.

## Inhalt
Ringgi (von Ringier abgeleitet) ist ein Reporter und Zofi (von Zofingen, dem Sitz von Ringier) sein Dackel. Ringgi besucht mit seinem Hund verschiedene Landesteile der Schweiz sowie Länder um den gesamten Globus und möchte eigentlich seinen Journalistenberuf ausüben. Dabei kommt es jeweils zu Abenteuern. Ringgi ist hilfsbereit und weiss auch aus brenzligen Situationen einen Ausweg.

## Veröffentlichung
Zwischen 1948 und 1965 erschienen im Jahresrhythmus 18 broschierte Hefte mit jeweils 24 Seiten, gezeichnet wurden sie von Hugo Laubi (1888–1959), die Verse dazu schrieben Fridolin Tschudi (1912–1966) und Gerti Egg. Ab 1973 erschienen unregelmäßig 18 kartonierte Bilderbücher mit je 96 Seiten, die neue Abenteuer von Ringgi und Zofi enthalten. 1994 wurde die Serie nach insgesamt 32 Veröffentlichungen eingestellt. In der Westschweiz wurde eine französischsprachige Version unter dem Titel Ringi et Zofi vertrieben. Auf Französisch erschienen zwischen 1948 und 1955 acht Ausgaben.

## Ausgaben

### 1948–1965
- Band 1: Ringgi und Zofi. Stellen sich vor, 1948.
- Band 2: Ringgi und Zofi. Im Urwald, 1949.
- Band 3: Ringgi und Zofi. Im Wolkenreich, 1950.
- Band 4: Ringgi und Zofi. Im Strudel des Verkehrs, 1951.
- Band 5: Ringgi und Zofi. Auf eine ferne Insel verschlagen, 1952.
- Band 6: Ringgi und Zofi. Bei den Eskimos, 1953.
- Band 7: Ringgi und Zofi. In Mexiko, 1954.
- Band 8: Ringgi und Zofi. Unterwasser Abenteuer, 1955.
- Band 9: Ringgi und Zofi. Reisen um die Welt, 1956.
- Band 10: Ringgi und Zofi. In Südamerika, 1957.
- Band 11: Ringgi und Zofi. Reisen ins Weltall, 1958.
- Band 12: Ringgi und Zofi. Bei der Polizei, 1959.
- Band 13: Ringgi und Zofi. Im Walde, 1960.
- Band 14: Ringgi und Zofi. Als Bildreporter, 1961.
- Band 15: Ringgi und Zofi. Im Morgenland, 1962.
- Band 16: Ringgi und Zofi. Am blauen Nil, 1963.
- Band 17: Ringgi und Zofi. An der Expo, 1964.
- Band 18: Ringgi und Zofi. Im Verkehr, 1965.

### 1965–1994
- Band 1: Ringgi und Zofi. Neue Abenteuer und Erlebnisse, 1970.
- Band 2: Ringgi und Zofi. Abenteuer in aller Welt, 1973.
- Band 3: Ringgi und Zofi. Neue Abenteuer und Erlebnisse, 1975, ISBN 978-3-85859-015-2.
- Band 4: Ringgi und Zofi. Abenteuer in der Schweiz, 1976, ISBN 978-3-85859-031-2.
- Band 5: Ringgi und Zofi. Ringgi und Zofi. Eine abenteuerliche Reise zu Wilhelm Tell, 1991 (Neuauflage), ISBN 3-85859-063-0.
- Band 6: Ringgi und Zofi. Spannende Flieger-Abenteuer in aller Welt, 1978, ISBN 3-85859-083-5.
- Band 7: Ringgi und Zofi. Spannende Bahn-Abenteuer in der Schweiz, 1979, ISBN 978-3-85859-117-3.
- Band 8: Ringgi und Zofi. Neue Abenteuer und Erlebnisse, 1980.
- Band 9: Ringgi und Zofi. Abenteuer auf dem Bauernhof, 1981.
- Band 10: Ringgi und Zofi. Abenteuer im Zauberland der Natur, 1982.
- Band 11: Ringgi und Zofi. Spannende Abenteuer auf der Schatzinsel, 1983.
- Band 12: Ringgi und Zofi. Spannende Abenteuer auf Schloss Elektronia, 1984.
- Band 13: Ringgi und Zofi. Spannende Abenteuer auf hoher See, 1985, ISBN 978-3-85859-216-3.
- Band 14: Ringgi und Zofi. Geburtstagsplausch mit vielen Abenteuern, 1986.
- Band 15: Ringgi und Zofi. Abenteuer um die alte Villa, 1987, ISBN 978-3-85859-231-6.
- Band 16: Ringgi und Zofi. Spannende Abenteuer in Genikon, 1988, ISBN 978-3-85859-238-5.
- Band 17: Ringgi und Zofi. Spannende Abenteuer im Nationalpark, 1989, ISBN 978-3-85859-244-6.
- Band 18: Ringgi und Zofi. Spannende Abenteuer im Zoo, 1990, ISBN 978-3-85859-257-6.

## Adaptionen
Ringgi und Zofi wurde 1978 in der Schweiz als Kindermusical unter dem Titel Zauber Zirkus Zuckerhut aufgeführt. Darin war unter anderem Jörg Schneider als Clown Ringgi zu sehen, der auch als Verfasser an der Aufführung mitwirkte. Lieder aus dem Bühnenwerk erschienen ebenfalls auf Schallplatte. 1975 veröffentlichte Metronome Records Ringgi + Zofi: Zauber, Zirkus, Zuckerhut; ein Musical für jung und alt, bei Lyntone Recordings erschien Die schönsten Kinderlieder aus dem Musical “Ringgi + Zofi”. Auf Schallplatte kamen auch Hörspiele von Ringgi und Zofi heraus, zum Beispiel veröffentlichte im Jahr 1978 Ringo Music eine Adaption der Geschichte In Geheimer Mission.